# Sabas de Varsovie
Sabas, Sabbas ou Sawa (né Michał Hrycuniak à Śniatycze (près de Zamość) en Pologne le 15 avril 1938) est l'actuel primat de l'Église orthodoxe de Pologne (depuis le 12 mai 1998). Il porte le titre de Béatitude.